# Онтанар
Онтанар (ісп. Hontanar) — муніципалітет в Іспанії, у складі автономної спільноти Кастилія-Ла-Манча, у провінції Толедо. Населення — 171 особа (2010).
Муніципалітет розташований на відстані близько 110 км на південний захід від Мадрида, 48 км на південний захід від Толедо.

## Демографія
Динаміка населення (INE ):

## Галерея зображень

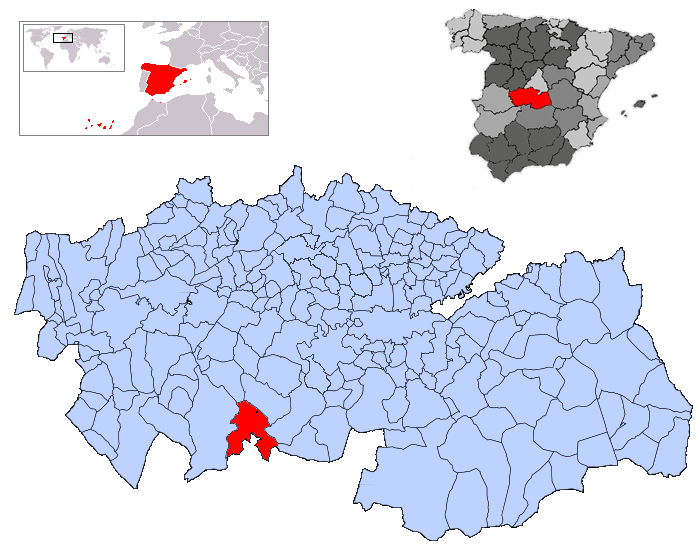
Розташування муніципалітету у провінції Толедо